# Dossier 137
Dossier 137 is een Franse dramafilm uit 2025, geregisseerd en mede geschreven door Dominik Moll. De hoofdrol wordt vertolkt door Léa Drucker.

## Verhaal
Wanneer een jongeman tijdens de protesten van de gele hesjes gewond raakt door een flash-ball, krijgt Stéphanie, een onderzoeker bij de IGPN, de taak om de verantwoordelijkheid vast te stellen.

## Rolverdeling
| Acteur               | Personage        |
| -------------------- | ---------------- |
| Léa Drucker          | Stéphanie        |
| Jonathan Turnbull    | Benoit Guérini   |
| Guslagie Malanda     | Alicia Mady      |
| Stanislas Merhar     | Jérémy           |
| Mathilde Roehrich    | Carole Delarue   |
| Sandra Colombo       | Joëlle Girard    |
| Valentin Campagne    | Rémi Cordier     |
| Mathilde Riu         | Sonia Girard     |
| Côme Péronnet        | Guillaume Girard |
| Solàn Machado-Graner | Victor           |
| Théo Costa-Marini    | Arnaud Lavallée  |
| Théo Navarro-Mussy   | Mickael Fages    |
| Florence Viala       | Madame Jarry     |

## Productie
Dossier 137 wordt geproduceerd door Carole Scotta, Caroline Benjo, Barbara Letellier en Simon Arnal voor Haut et Court (tevens distributeur), in coproductie met France 2 Cinéma. Het scenario werd geschreven door regisseur Dominik Moll en zijn vaste schrijfpartner Gilles Marchand. De muziek wordt gecomponeerd door Olivier Marguerit, die in 2023 werd genomineerd voor een César voor La Nuit du 12.

### Filmopnames
De filmopnames vonden plaats van oktober tot en met december 2024. De film werd opgenomen in Parijs, Saint-Ouen-sur-Seine, Saint-Dizier en Vitry-le-François.

## Release
Dossier 137 ging op 15 mei 2025 in première op het Filmfestival van Cannes in de competitie voor de Gouden Palm.

## Prijzen en nominaties
De belangrijkste:
| Jaar | Prijs                   | Categorie   | Genomineerde(n) | Uitslag     |
| ---- | ----------------------- | ----------- | --------------- | ----------- |
| 2025 | Filmfestival van Cannes | Gouden Palm | Dominik Moll    | Genomineerd |